# Одески национални универзитет И. И. Мечников
Одески национални универзитет (ОНУ) И. И. Мечников ( укр. Одеський національний університет імені І. І. Мечникова) је једна од најстаријих институција високог образовања у Украјини, познати класични универзитет који се налази у Одеси. Посједује четврти (највиши) ниво акредитације.
Један је од најстаријих универзитета Украјине и заједно са Кијевским, Харковским, Лавовским и Черновским универзитетима, заправо, одређује стање и изгледе за развој образовања, науке и културе у образовној мрежи Украјине  .

## Историја

##### 1865 - 1920. године
Далеке 1856. године је изграђен универзитет у Одеском образовном округу на приједлог повјереника Н. И. Пирогова  . Подржао га је новорусијски генерал-губернатор А. Г. Строганов .
Нешто касније, министар унутрашњих послова П. А. Валуев је предложио да се у Николајеву оснује универзитет и да се Одески лицеј Ришеље претвори у Вишу техничку или пољопривредну образовну установу. Строганов и Пирогов су успјели да одбране своје мишљење. У љето, 1861. године, цару Александру Другом, који је пролазио кроз Одесу, представљен је захтјев да се овдје отвори универзитет. Краљ је послушао захтјев, али је дозвола за стварање универзитета на бази Ришељеовог лицеја дата тек 10. (22.) јуна 1862. године. Од званичне дозволе до њеног спровођења протекле су још три године; 1. (13.) маја 1865 године управник округа А. А. Артсимовић свечано је отворио Царски Новорусијски универзитет. Прва академска година почела је 7. (19.) септембра 1865. године . Први ректор био је бивши професор механике на Царском Харковском универзитету Иван Дмитријевић Соколов (1812-1873).
Новорусијски универзитет је отворен у саставу три факултета: историјско-филолошког, физичко-математичког и правног (најбројнији); на историјско-филолошком је отворен један смјер, на друга два је примљен један број студената на други смјер  . Поред 174 студента, наставу је похађало 58 волонтера  . Прво издање је одржано 1868. године; један од дипломаца, Семјон Јарошенко, награђен је златном медаљом.
1900. године основан је и четврти факултет, Медицински факултет.
Скоро од прве деценије свог постојања, Новоросијски универзитет је постао водећа институција науке и високог образовања, играјући значајну улогу у друштвеном животу града и региона. Значајно мјесто у образовном раду универзитета заузимале су образовне и помоћне установе. До 1897. године то су били:
- наставна библиотека и студентска библиотека чији је оснивач Н. И. Пирогов и која садржи око 15.000 јединица;
- Палеонтолошки музеј;
- Зоо музеј;
- Астрономска опсерваторија;
- Ботаничка башта;
- Хидробиолошка станица;
- Музеј лијепих умјетности

Лабораторије и учионице:

- Историјско-филолошки кабинет (од 1887. године).
- Мунзкабинет;.
- Кабинет практичне механике.
- Кабинет за физику, кабинет за физичку географију.
- Метеоролошка опсерваторија (директор А. ИН. Клосовски, издавач „Хронике“ опсерваторије).
- Хемијска лабораторија.
- Технички кабинет са лабораторијом.
- Агрономски кабинет са лабораторијом.
- Минералошка канцеларија.
- Геолошко-палеонтолошки кабинет.
- Ботаничка канцеларија.
- Зоолошка канцеларија са лабораторијом.
- Физиолошка ординација.

Активна научна друштва при универзитету:
- Новоросијско друштво природњака (од 1870. године; његов орган „Биљешке " излази од 1872. године), са њим - математичко одјељење (од 1876. године; издаје и своје „Биљешке");
- Правно друштво (1879—1884. године);
- Историјско-филолошко друштво при универзитету (од 1889. године издаје „Хронику” друштва);
- Одеско библиографско друштво

У организацији и одржавању домаћих и страних научних конгреса учествовали су чланови научних друштава универзитета. На Новорусијском универзитету одржани су научни конгреси: природњаци (1883. године) и археолошки (1884. године) и други (статистички, пољопривредни и други).
У то вријеме, ауторитет универзитета одређивали су научници који су касније постали „златно насљеђе“ свјетске науке: будући добитник Нобелове награде, микробиолог И. И. Мечников, математичар А. М. Љапунов, физичар Ф. Н. Швеђани, физиолог И. М. Сеченов, офталмолог В. П. Филатов, историчар Ф. И. Успенски, слависта В. И. Григоровичћ, професор-фонетичар, оснивач прве лабораторије експерименталне фонетике у Малорусији А. И. Томсон .
Штампани орган универзитета био је „ Биљешке Царског Новорусијског универзитета “.
Од 1872. године универзитет додјељује награде И. У. Вучини.
До 1917. године на Новорусијском универзитету дипломирало је око 6.000 студената.
Историја високог образовања на југу Украјине је нераскидиво повезана са активностима универзитета. На основу његових факултета формирани су Одески медицински институт и Одески институт народне привреде .
1920. године универзитет је распуштен.

##### Од 1933. године
1933. године, на бази Одеског института за физику, хемију и математику и биолошког одјељења Одеског института за стручно образовање, обновљен је под називом: Одески државни универзитет  .
Он је једини међу универзитетима у Украјини који је функционисао током Великог отаџбинског рата, био је у евакуацији. Алтернативни Одески универзитет је функционисао на територији коју су Румуни окупирали од 1942. године, њен ректор је био хирург П. Г. Часовников .
Године 1945. универзитет је добио име по нобеловцу И. И. Мечникову.
За изузетна достигнућа у обуци специјалиста 1965. године, Одески универзитет је одликован Орденом Црвеног барјака рада, а 1978. године уврштен је на листу водећих универзитета у СССР.
2000. године добио је национални статус. Одески национални универзитет је 18. маја 2003. године био један од првих у Украјини који је потписао Болоњску декларацију. На универзитету тренутно студира око 17 хиљада студената, ради више од 1300 наставника, од којих је више од 200 доктора наука, професора. Отворено је више од 40 нових смјерова, око 100 нових одјељења и центара. У градовима Одеске, Николајевске и Херсонске области створене су образовне јединице.
Универзитет је 1991. године добио позив у Европско удружење универзитета (ЕУА), а 1995. године у Свјетску асоцијацију универзитета (ИАУ) под УНЕСКО. Тим ОНУ је активно учествовао у активностима свјетски познатих међународних организација као што су Њемачка служба за академску размјену (ДААД), Фондације Фулбрајта и Максија (САД), у програмима УНЕСКО, Европске уније ТЕМПУС (ТАЦИС), ИНТАС, Владе САД (ЦРДФ), у заједничким програмима са амбасадама Велике Британије, САД, Италије, Њемачке, Француске итд.
Универзитет обучава специјалисте у 20 области и више од 40 смјерова. У универзитетском систему постоји једанаест факултета, педесет научних института, истраживачких одјељења, проблемских и индустријских лабораторија.
Дана 13. маја 2015. године Одески национални универзитет И. И. Мечников свечано је прославио 150. годишњицу свог оснивања.

## Ректори
Ректори Новорусијског универзитета
1865-1869 Соколов Иван Дмитријевичћ
1869-1872, 1872-1877 Фјодор Ивановић Леонтовић
1877-1881 Головкински Николај Алексејевичћ
1881-1890 Јарошенко Семјон Петровић
1890-1895 Некрасов Иван Степановичћ
1895-1903 Фјодор Никифоровић Шведов
1903-1905 Деревитски Алексеј Николајевић
1905-1907, 1917-1918 Занчевски Иван Михајловић
1907 Петриашвили Василиј Мојсејевић (в.д. ректора)
1907-1912 Левашов Сергеј Васиљевић
1913-1917 Кишенски Дмитриј Павловић
1917 Доброклонски Александар Павловић
1918-1919, 1919-1920 Билимовић Антон Дмитријевић
1920 Солнцев Сергеј Ивановић
Ректори Одеског института за народно образовање (период реорганизације високог образовања)  .
1920-1923 Волков Роман Михајловичћ
1923-1925 Павел Александровић Самулевић
1925-1926 Хаит Израел Абрамовић
1926. Јелин Владимир Леонтјевић (Борух Израелевић)  .
1926-1930 Внуков Тихон Николајевић
1930 Клочко Арсениј Порфирјевић
Ректори Одеског државног универзитета
1933. Фарбер Матвеј Харитоновић  .
1933-1936 Шмит Исаи Павловичћ
1936-1937 Вајнштајн Мојсије Соломоновић  .
1937-1939 Пекарски Ф. Ф.
1939-1948 Савчук Николај Афанасјевичћ (1941-1944 - у евакуацији)
Ректор Университатеа дин Одеса (период румунске окупације)
1941-1944 Часовников Павел Георгијевичћ
Ректори Одеског државног универзитета И. И. Мечников
1949-1953 Иванченко Прокофиј Леонтјевић
1953-1959 Лебедев Сергеј Ивановић
1960-1969 Јурженко Александар Ивановић
1970-1975 Богатски Алексеј Всеволодовић
1975-1987 Сердјук Виктор Васиљевић
1987-1995 Зелински Игор Петровић
Ректори Одеског националног универзитета И. И. Мечников
1995—2010 Сминтина Валентин Андрејевичћ
2010—2021 Ковал Игор Николајевић
Од 17.02.2021 - Вјачеслав Ивановић Труба 

## Структура

### Факултети
- Биолошки факултет
- Геолошко-географски факултет
- Економско-правни факултет
- Историјско-филозофски факултет
- Факултет за новинарство, оглашавање и издаваштво
- Факултет математике, физике и информационих технологија
- Факултет за међународне односе, политичке науке и социологију
- Факултет за психологију и социјални рад
- Романо-германски филолошки факултет
- Филолошки факултет
- Хемијско-фармацеутски факултет

### Остале образовне јединице
- Висока школа за економију и социјални рад
- Одсјек за предуниверзитетску обуку

### Научна истраживања

#### Научно-истраживачки институти
- Астрономска опсерваторија
Правци научне дјелатности - проучавање физике и еволуције константних, физичких варијабли и блиских бинарних звијезда, метеора, комете и међузвјездане материје; космологија; фотометрија вјештачких сателита и прашине компоненте атмосфере, астрономска инструментација. Директор - доктор физичко-математичких наука, професор Андриевски Сергеј Михајловић.
- Истраживачки институт за физику
Правци научне дјелатности — стварање основа фототехнологија; теоријско и експериментално проучавање фотоосјетљивих и фотохромних материјала; полупроводничке електронике. Директор - доктор математичких наука, професор Тјурин Александар Валентиновић.
- Институт за сагоријевање и неконвенционалне технологије
Правци научне дјелатности - проблеми енергетике, конверзије, нетрадиционалних технологија и екологије; фундаментални проблеми сагоревања и експлозије. Директор Института - доктор физичко-математичких наука, професор Андреј Никоновић Златко.

#### Истраживачке лабораторије
- Проблемска истраживачка лабораторија за инжењерску геологију морске обале, акумулацију и планинские падине, ПНИЛ-1
Правци научне и индустријске дјелатности - развој теоријских основа и метода за предвиђање инжењерско-геолошких процеса морске обале, резервоара и шелфа; процјена ефикасности мјера заштите приобаља.
- Лабораторија за истраживање проблема горивих ћелија, ПНИЛ-2
Правци научне и индустријске дјелатности — хемијски извори енергије; електрохемијски претварачи енергије; електрохемијска екологија.
- Проблематска истраживачка лабораторија за физику аеродисперзних система, ПНИЛ-3
Правци научне и индустријске дјелатности — високотемпературни аеросоли; физика аеродисперзних система.
- Проблемска истраживачка лабораторија за географију земљишта и заштиту земљишта черноземске зоне, ПНИЛ-4
Правци научне и индустријске дјелатности - свеобухватно проучавање динамике процеса формирања земљишта, који су узроковани наводњавањем и дренажом.
- Проблемска истраживачка лабораторија за синтезу лијекова, ПНИЛ-5
Правци научне и индустријске дјелатности — развој научних основа усмјерене синтезе нових органских супстанци.
- Гранска истраживачка лабораторија за геологију и геохемију мора, ОНИЛ
Правци научне и индустријске дјелатности — геологија мора; геоекологија мора; физичко-хемијске методе за проучавање донских седимената и чврстих минерала.
- Истраживачка лабораторија некристалних електронских система
Правци научне и индустријске дјелатности — Оптичка својства некристалних система; луминисцентна својства брзих система.
- Истраживачка лабораторија за теоријску и молекуларну физику, НИЛ-14
Правци научне и индустријске дјелатности — теоријско проучавање микронехомогених медија, изузетно вискозних течности са водоничним везама раствора.
- Истраживачка лабораторија за физику и хемију плазме ниских температура
Правци научне и индустријске дјелатности — физика продуката сагоријевања; спектрална и сондна испитивања пламена; процеси коагулације и раста кондензоване фазе у пламену.
- Истраживачка лабораторија сензора и система за снимање
Правци научне и индустријске дјелатности су развој сензора за модернизацију постојеће опреме и стварање перспективних технологија.
- Истраживачка лабораторија електронских, јонских и молекуларних процеса у полупроводницима
Правци научне и индустријске делатности — фотоелектронски; електрон-јонски и молекуларни процеси у полупроводницима; луминисценција.
- Образовно-научно-производни центар
Правци научне и индустријске дјелатности — информатика; електроника у чврстом стању; сензорика
- Регионални интерресорни центар за интегрисани мониторинг и истраживање животне средине
Правци научне и индустријске дјелатности — заштита животне средине; техногена и еколошка безбједност; заштита и очување природног и рекреативног потенцијала црноморске обале и Црног мора.
- Стручни центар за сензорску електронику, поузданост и електронику
Правци научне и индустријске дјелатности - научно-техничка подршка поузданости радиоелектронских производа на основу анализе физике настанка, развоја и испољавања кварова, деградација и кварова.
- Иљичевск образовни и научни центар

### Научна одјељења универзитета

#### Ботаничка башта
Један од најстаријих и најпознатијих научних центара у Украјини за очување разноврсности свјетске флоре, основан 1867. године. Од 1928. до 1937. године Ботаничком баштом руководио је академик, бивши предсједник Академије наука Украјине - В. И. Липски. Ботаничка башта је има статус споменика природе и декретом Кабинета министара је додијељена фонду природних резервата Украјине . Његов фонд интродукованих биљака обухвата 3840 врста, облика, сорти и хибрида.

#### Музеји
- Петрографско-минералошки музеј, основан 1865. године, национално је благо. Музејски фондови обухватају 12.500 узорака из цијелог свијета, међу којима је јединствена по научној вриједности збирка узорака рудних формација, укључујући и гвожђе-манганске нодуле, са дна Свјетског океана. Највриједнија збирка музеја је збирка метеорита, најбогатија у Украјини и Европи .
- Зоолошки музеј, основан почетком 19. вијека, један је од најстаријих музеја у Украјини . Научне збирке броје више од 50.000 предмета и садрже јединствене збирке које датирају из 19. вијека. које обухватају: колекцију инсеката професора-ентомолога Е. Е. Балиона, која је сакупљена у прошлом вијеку; антрополошка збирка И. И. Мечникова ; краниолошка збирка сисара црноморског региона и друго. Јединствени експонати укључују комплетан монтиран скелет плавог кита од 27 метара.
- Музеј ријетке књиге Научне библиотеке отворен је 1979. године. Ријетке и вриједне публикације почеле су да се прикупљају још у вријеме Ришељеовог лицеја, претходника Универзитета у Одеси . Тренутно, Музеј књиге има више од 116 хиљада књига, складишних јединица, укључујући инкунабуле (књиге из друге половине 15. вијека ), издања 16 - 18. вијека, ријетка и вриједна издања 19 - 20. века, књиге из историјских именских збирки државних и јавних личности А. Г. Строганов, породица Воранцових, Н. К. Шиљдера, познати научници чије су активности повезане са Одеским (Новорусијским) универзитетом - В. И. Григоровић, Б. А. Лупанова А, Г. Готалова-Готлиба, Ф. Е. Петруња, позоришног критичара М. В. Терешченка и других. Фонд Музеја књиге дио је националне баштине Украјине .
- Палеонтолошки музеј настао на основу збирке Ришељеовог лицеја и постоји од 1873. године. Музеј спада у 10 најбољих музеја на свијету, има више од 40 хиљада експоната. Многе збирке су стандарди у проучавању фауне некадашњег црноморског региона. Палеонтолошки музеј нема аналога у Украјини по саставу фосилних материјала, а значајан број експоната је јединствен. Подземни палеонтолошки резерват у крашким пећинама Одесе је такође национално благо, што је јединствено сахрањивање у терасастим наслагама више од 40 врста изумрлих животиња.

#### Научна библиотека
Научна библиотека је једна од највећих и најстаријих научних библиотека у Украјини . Основана 1817. године, библиотека има фонд од више од 4,5 милиона јединица, укључујући јединствена стара издања 15 - 18 . вијека: 5 инкунабула, 27 палеотипова штампаних у првом вијеку штампарства ( 15 - 16. вијека) и око 9000 ријетких и вредних књига. У јединствене спадају „ Острошка Библија “, коју је у Острогу 1581. године објавио Иван Фјодоров, и најстарија књига инкунабуле у библиотеци из хералдике Јована Андрее „Трактат о коријенима“, објављена у Нирнбергу 1476. године.

## Награде
- Орден Црвене заставе рада (1965)

## Оцјене
- Консолидовани рејтинг универзитета у Украјини – генерализовани рејтинг сумира мјеста рангирања универзитета према „Топ-200 Украјина“, „Scopus“ и „Webometics“. У 2016. години, међу универзитетима у Одеси, ОНУ је заузео прво мјесто, међу класичним универзитетима Украјине – четврто мјесто, у укупном пласману универзитета у Украјини – седмо мјесто [11] .
- Топ 200 Украјина – активност универзитета се оцјењује коришћењем интегрисаног индекса, који садржи три сложене компоненте: индекс квалитета научног и педагошког потенцијала, индекс квалитета образовања, индекс међународног признања. У 2016. години ОНУ је заузео седманесто мјесто [12] .
- Webometrics Ranking of World Universities – рангира универзитете према њиховој присутности у интернет простору на основу анализе 4 критеријума: ПРИСУТНОСТ (присуство универзитета), УТИЦАЈ (утицај, цитирање страница веб сајта), ОТВОРЕНОСТ (отвореност ресурса), ИЗВРСНОСТ ( квалитетне публикације на научном нивоу). Од јануара 2017. године ОНУ се налази на шестом мјесту међу универзитетима у Украјини и на 2.510 у свијету [13] .
- Scopusрангирање универзитета је засновано на библиометријским показатељима украјинских универзитета у наведеној бази података. Од 2020. године, ОНУ је на петом мјесту међу украјинским универзитетима: број публикација је 2670, број цитата је 12091, h-индекс је 46 [14] .

## Линкови
- Званична веб страница ОНУ Архивирано на веб-сајту  (28. април 2007)
- Фацебоок страница ОНУ
- ОНУ група на ЛинкедИну
- Указ председника Украјине. На прослави 150-годишњице Одеског националног универзитета по имену И. И. Мечников